# Лучшие книги XX века. Последняя опись перед распродажей
«Лу́чшие кни́ги XX ве́ка. После́дняя о́пись пе́ред распрода́жей» (фр. Dernier inventaire avant liquidation ) — книга французского писателя Фредерика Бегбедера, сборник из 50 эссе, каждое из которых описывает одно из литературных произведений, выбранных 6000 французами в ходе опроса, проведённого крупнейшей сетью книжных магазинов Франции «FNAC» и редакцией ежедневной газеты «Монд» в 1999 году. Как видно из названия книги, французам предлагалось выбрать лучшую книгу XX века. Автор прокомментировал 50 произведений, оказавшихся самыми популярными.

## Список эссе, в соответствии с рейтингом голосовавших читателей
1. Альбер Камю — «Посторонний»
2. Марсель Пруст — «В поисках утраченного времени»
3. Франц Кафка — «Процесс»
4. Антуан де Сент-Экзюпери — «Маленький принц»
5. Андре Мальро — «Удел человеческий»
6. Луи-Фердинанд Селин — «Путешествие на край ночи»
7. Джон Стейнбек — «Гроздья гнева»
8. Эрнест Хемингуэй — «По ком звонит колокол»
9. Ален-Фурнье — «Большой Мольн»
10. Борис Виан — «Пена дней»
11. Симона де Бовуар — «Второй пол»
12. Сэмюэл Беккет — «В ожидании Годо»
13. Жан-Поль Сартр — «Бытие и ничто»
14. Умберто Эко — «Имя розы»
15. Александр Солженицын — «Архипелаг ГУЛАГ»
16. Жак Превер — «Слова»
17. Гийом Аполлинер — «Алкоголи»
18. Эрже — «Голубой лотос»
19. Анна Франк — «Дневник»
20. Клод Леви-Стросс — «Печальные тропики»
21. Олдос Хаксли — «О дивный новый мир»
22. Джордж Оруэлл — «1984»
23. Госинни и Удерзо — «Астерикс, вождь галлов»
24. Эжен Ионеско — «Лысая певица»
25. Зигмунд Фрейд — «Три очерка по теории сексуальности»
26. Маргерит Юрсенар — «Философский камень»
27. Владимир Набоков — «Лолита»
28. Джеймс Джойс — «Улисс»
29. Дино Буццати — «Татарская пустыня»
30. Андре Жид — «Фальшивомонетчики»
31. Жан Жионо — «Гусар на крыше»
32. Альбер Коэн — «Прекрасная дама»
33. Габриэль Гарсиа Маркес — «Сто лет одиночества»
34. Уильям Фолкнер — «Шум и ярость»
35. Франсуа Мориак — «Тереза Дескейру»
36. Раймон Кено — «Зази в метро»
37. Стефан Цвейг — «Смятение чувств»
38. Маргарет Митчелл — «Унесённые ветром»
39. Дэвид Лоуренс — «Любовник леди Чаттерлей»
40. Томас Манн — «Волшебная гора»
41. Франсуаза Саган — «Здравствуй, грусть!»
42. Веркор — «Молчание моря»
43. Жорж Перек — «Жизнь, способ употребления»
44. Артур Конан Дойл — «Собака Баскервилей»
45. Жорж Бернанос — «Под солнцем Сатаны»
46. Фрэнсис Скот Фицджеральд — «Великий Гэтсби»
47. Милан Кундера — «Шутка»
48. Альберто Моравиа — «Презрение»
49. Агата Кристи — «Убийство Роджера Экройда»
50. Андре Бретон — «Надя»